# Dhrol
Dhrol fou un estat tributari protegit a l'agència de Kathiawar, regió de Gujarat, presidència de Bombai. Estava format per una ciutat (Dhrol) i 64 pobles el 1881 (67 el 1901) amb una superfície de 1036 km² i una població el 1881 de 21.777 habitants, el 1891 de 27.007 i el 1901 de 21.906 (per la fam de 1899-1900).
Va signar un tractat amb els britànics el 1807. Dins els estats de Kathiawar era considerat estat de segona classe amb salutació de nou canonades. El sobirà tenia el títol de thakur sahib i era un rajput del clan Jareja. La successió era per primogenitura i va obtenir el sanad d'adopció a finals del segle XIX. Pagava un tribut de 1023 lliures conjuntament al Gaikwar de Baroda i al nawab de Junagarh. El seu exèrcit era de 118 homes i el 1901 tenia 32 regulars a la policia. L'estat el va fundar Jam Hardholji, fill de Jam Lakhoji de Kutch. Jam Rawal i els seus tres germans, Jam Hardholji, Jam Ravoji i Jam Modji, s'hi van traslladar des de Kutch el 1535 i Jam Rawal va conquerir algunes parganes als clans Deda, Chavda i Jethwa; Damal Chavda que llavors regnava a Dhamalpur (Dhrol) va presentar la màxima oposició i llavors el seu germà Jam Hardholji el va atacar, i es va apoderar de la seva pargana per a si mateix vers 1539 i va fundar un estat separat que incloïa aleshores 140 pobles. Jam Hardholji fou també el fundador de l'estat de Nawanagar.
La capital era Dhrol amb 4613 habitants el 1881 i 5660 el 1901.
L'escut de l'estat tenia dues espases creuades i al centre una torxa en vertical, i sobre ella el trident. Sota l'escut unes branques decoratives i dues cintes, una al damunt amb inscripció en sànscrit i una sota amb inscripció en angles: "Thakur Saheb of Dhrol Kathiawar".

## Llista de Thakurs
- Jam Saheb HARDHOLJI LAKHAJI vers 1539-1550
- Thakur Saheb JASOJI HARDOLJI 1550-1564 (fill)
- Thakur Saheb BAMANYANJI JASOJI 1564-1566 (fill)
- Thakur Saheb HARDHOLJI BAMANYANJI II 1566-1604 (fill)
- Thakur Saheb MODJI HARDHOLJI 1604-1609 (fill)
- Thakor Saheb KALOJI PANCHANJI 1609-1644 (fill)
- Thakur Saheb KALOJI PANCHANJI (Kalyansinhji) 1644-1706 (fill)
- Thakur Saheb JUNOJI KALOJI 1706-1712 (fill)
- Thakur Saheb KETOJI JUNOJI 1712-1715 (fill)
- Thakur Saheb KALOJI KETOJI 1715/1716 (fill)
- Thakur Saheb WAGHJI KETOJI 1716-1760 (germà)
- Thakur Saheb JAYSINHJI WAGHJI 1760-1781 (fill)
- Thakur Saheb JUNOJI II JAYSINHJI 1781-1789 (fill)
- Thakur Saheb NATHOJI JUNOJI 1789-? (fill)
- Thakur Saheb MODJI NATHOJI ?-1803 (fill)
- Thakur Saheb BHUPATSINHJI MODJI 1803-1844 (fill)
- Thakur Saheb JAISINHJI BHUPATSINHJI 1845-1886 (fill)
- Thakur Saheb HAMIRISINHJI JAISINHJI 1886-1914 (fill)
- Thakur Saheb DAULATSINHJI HARISINHJI 1914-1937 (fill)
- Thakur Saheb Shri JORAWARSINHJI DIPSINHJI Saheb 1937-1939 (fill)
- Thakur Saheb Shri CHANDRASINHJI DIPSINHJI Saheb (germà) 1939-1949